# Jóvenes Turcos

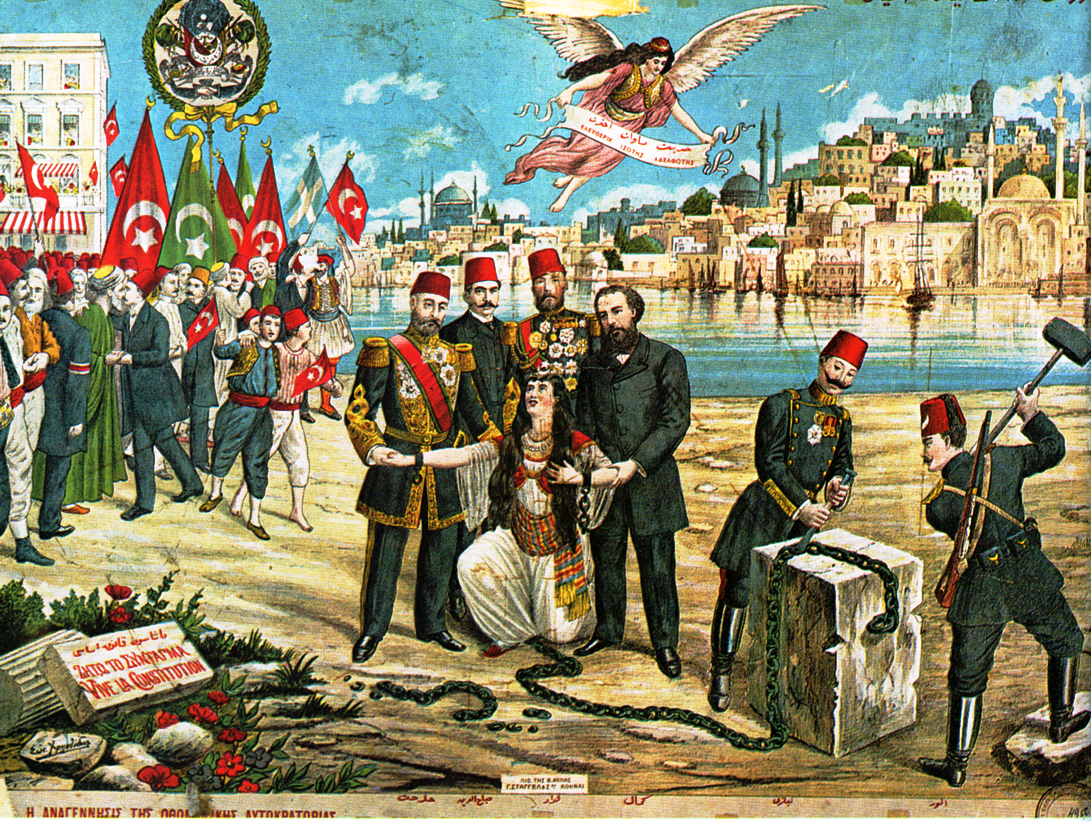
Una litografía que celebra la revolución de los Jóvenes Turcos con el eslogan libertad, igualdad y fraternidad.

Jóvenes Turcos (en turco: Jöntürkler o Jön Türkler) es el sobrenombre de un partido nacionalista y reformista turco de principios del siglo XX, oficialmente conocido como el Comité de Unión y Progreso (CUP)  —en turco İttihat ve Terakki Cemiyeti—, cuyos líderes se rebelaron contra el sultán Abdul Hamid II, quien fue oficialmente depuesto y desterrado en 1909. Gobernaron el Imperio otomano entre mediados de 1908 y el final de la Primera Guerra Mundial, en noviembre de 1918 cuando la ocupación de Constantinopla vio la partición del Imperio otomano. Durante su gobierno, perpetraron el genocidio armenio y son culpados por promover persecuciones y masacres contra griegos en la Anatolia, fenómenos ocurridos entre 1915 y 1923, periodo en el que se estima que pereció al menos un millón y medio de armenios. Los Jóvenes Turcos tenían sus orígenes en sociedades secretas de estudiantes universitarios y cadetes militares, subrepticiamente conducidas por la disidencia política después de que la Constitución fuera revocada por el sultán Abdul Hamid II.

## Orígenes
El rechazo al gobierno despótico y desconfiado del sultán Abdul Hamid II hizo que en 1889 surgiese una organización secreta de oposición: el Comité de Unión y Progreso, cuyo objetivo era acabar con el sistema absolutista, restaurar la Constitución de 1876 e implantar un gobierno constitucional liberal. La persecución gubernamental hizo que la mayoría de sus miembros emigrasen, principalmente a París, donde recibieron el sobrenombre por el que son más conocidos: «Jóvenes Turcos». Durante el reinado de Abdul Hamid, el poder político lo ostentaban el sultán y una reducida camarilla palaciega, incapaces de garantizar la estabilidad del imperio. La ineficacia gubernamental suscitó el descontento en el seno de la Administración Pública y del Ejército, vigilados por los espías del monarca. El reinado de Abdul Hamid fue el del apogeo de las reformas legales, administrativas y educativas, pero el poder político siguió en manos del sultán, que consideraba todo liberalismo político una amenaza a sus prerrogativas. Paradójicamente, las reformas gubernamentales fomentaron el surgimiento de la oposición, que buscaba un cambio político, social y económico que le favoreciese.
La fuerza de la oposición creció con la fundación en Salónica en 1906 de la Sociedad Otomana por la Libertad, que tenía partidarios entre los oficiales y suboficiales destinados en Macedonia. La Sociedad se unió al Comité en 1907. La posibilidad de que las potencias volviesen a actuar en Macedonia ante el fracaso de las reformas impuestas en 1903 tras la revuelta de Ilinden —los soberanos ruso y británico se reunieron en Revel en enero y trataron el asunto— y el temor de que el sultán desbaratase el comité y purgase el ejército de sus partidarios llevó a los Jóvenes Turcos a actuar en 1908.

## Revuelta y control del poder

### Rebelión y restauración constitucional

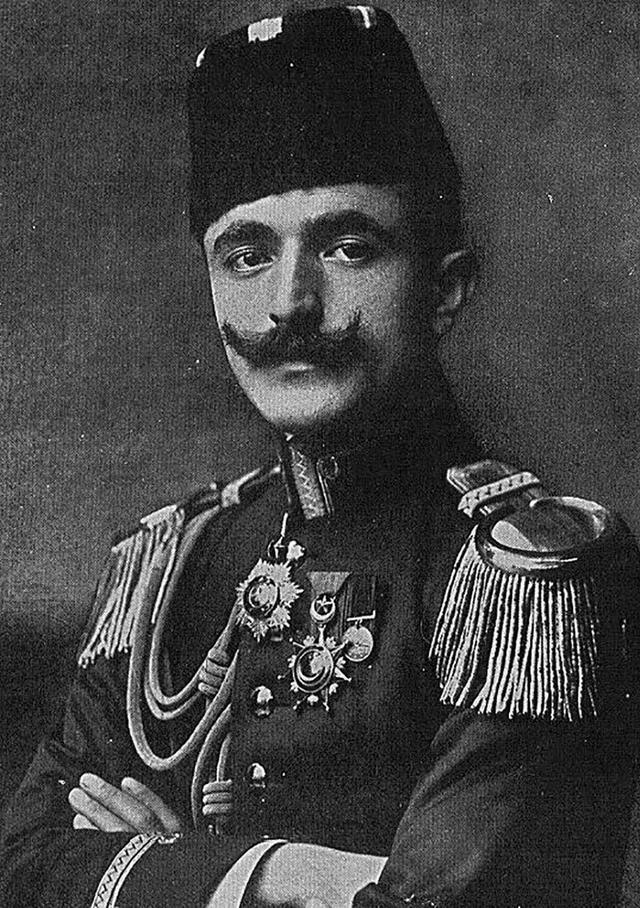
Ismail Enver, uno de los líderes de los Jóvenes Turcos.

Ante los sucesivos reveses políticos y territoriales del Imperio y la amenaza de nuevas pérdidas de territorio por las revueltas nacionalistas en Creta, Armenia y Macedonia, conspiradores con base en Salónica y el apoyo de gran parte del Ejército exigieron al sultán Abdul Hamid II la restauración de la Constitución de 1876 y amenazaron con marchar sobre la capital. El detonante del alzamiento fue el motín de la pequeña guarnición de Resen el 3 de julio de 1908. Sus doscientos soldados se amotinaron y se echaron al monte para fomentar la rebelión contra el gobierno del sultán. Los amotinados exigían la restauración inmediata de la Constitución de 1876. Otras fuerzas pronto se sumaron al levantamiento: primero unos setecientos soldados, la mayoría albaneses; luego, los ochocientos del mayor Enver Bey. Por fin los ejércitos 2.º y 3.º, desplegados en Macedonia, se rebelaron, como lo hicieron también las unidades traídas por el Gobierno por Anatolia para sofocar la revuelta. A finales de junio, la rebelión había cobrado tanta fuerza que el Gobierno temía que los alzados marchasen en cualquier momento contra la capital.
Tras momentos de duda, el sultán restauró la Constitución el 24 de julio de 1908, admitiendo el poder militar de los opositores. El sultán pretendía así conservar algo de su poder. Convocó elecciones para finales de 1908, proclamó una amnistía general y disolvió la policía secreta. El poder del monarca quedó muy limitado. El entusiasmo de la población al comienzo no se limitó a la comunidad turca, sino que se extendió a las comunidades cristianas del Imperio, que veían en el gesto un cambio de rumbo en la política nacional hacia la igualdad.

### División de los constitucionalistas
Sin embargo, los rebeldes, conscientes de su falta de experiencia administrativa, se limitaron a influenciar al Gobierno, cuyos miembros siguió designando el sultán. Tampoco conservaron la unidad una vez obtenida la claudicación del sultán: en septiembre de 1908, parte de ellos formaron una nueva organización política, el Partido Liberal Otomano, donde se concentró el elemento más conservador y próspero. Los liberales abogaban por la descentralización administrativa, la autonomía de las minorías —como en el millet, lo que les granjeó las simpatías de la población no turca, tanto musulmana como cristiana— y un sistema económico con escasa intervención estatal. Contaron en general con el respaldo de las grandes potencias. Los unionistas —los que permanecieron en el CUP— pertenecían fundamentalmente a otra clase social, compuesta por profesores, abogados, periodistas, doctores, pequeños funcionarios, oficiales de baja graduación, artesanos y comerciantes. Propugnaban cambios mayores que los liberales, pero no defendían la implantación de un gobierno democrático. Mientras que la Unión Liberal del príncipe Sabahedín defendía una cierta descentralización y autonomía, el CUP prefería un gobierno centralista y con predominio turco.
En un principio, el poder quedó repartido entre el sultán, los liberales que dominaban el Gobierno, y el CUP. Este último, aunque parecía ser el elemento principal, estaba debilitado por las desavenencias intestinas y por su rechazo a entrar en el Consejo de Ministros. Al mismo tiempo, los conservadores del Ejército y la Administración Pública se aprestaron a desbaratar las posibles reformas. El propio sultán trató de asegurarse infructuosa e inconstitucionalmente el dominio del Ejército mediante un decreto el 1 de agosto, maniobra que frustraron los constitucionalistas.
Con el control progresivo del Gobierno por el CUP, la influencia temporal lograda por las minorías fue desapareciendo.

### Consecuencias del levantamiento
En el exterior, el pronunciamiento también tuvo gran repercusión. En Grecia hubo manifestaciones a favor de los Jóvenes Turcos y se planteó la alianza contra los «eslavos», a pesar de la anterior hostilidad greco-otomana. La actividad terrorista-guerrillera en Macedonia disminuyó de inmediato, reduciéndose intensamente el número de muertes en la región durante los meses siguientes al golpe en Constantinopla. El entusiasmo por el cambio, sin embargo, fue efímero: el mantenimiento de las aspiraciones nacionalistas de las comunidades y la división entre los Jóvenes Turcos enfriaron el optimismo inicial.

### Genocidio armenio, griego y sayfo
El genocidio griego (también denominado genocidio de los griegos pónticos, capadocios y de Licia) es usado para referirse a los eventos a los cuales se vieron enfrentados los griegos pónticos, los griegos de la capadocia y los griegos de las costas occidentales de Anatolia antes y durante la Primera Guerra Mundial. Después de estos eventos, los vencedores Aliados en la Primera Guerra Mundial autorizaron la ocupación de Esmirna, que todavía tenía muchos habitantes griegos, por parte de Grecia en mayo de 1919. Esto condujo a la guerra greco-turca de 1919-1922, la posterior derrota de Grecia y el Tratado de Lausana en 1923. Ese tratado contenía un protocolo, el intercambio de población entre Grecia y Turquía , que prohibía permanentemente el regreso de cualquier refugiado ortodoxo griego a sus hogares en Turquía (incluidos los refugiados anteriores de Livissi) y requería que cualquier cristiano ortodoxo restante en Turquía, deje sus hogares hacia Grecia (con la excepción de los griegos que viven en Estambul).
El genocidio contra el pueblo armenio (en árabe: Հայոց Ցեղասպանություն‎, romanizado: Hayots tzeghaspanutiun; en turco: Ermeni Soykırımı o Ermeni Tehciri), también llamado holocausto armenio, o Gran Crimen (Մեծ Եղեռն, Mec Yełeṙn), fue la deportación forzosa y el intento de exterminar la cultura armenia. Se calcula que entre un millón y medio y dos millones de civiles armenios fueron perseguidos y asesinados por el gobierno de los Jóvenes Turcos en el Imperio otomano, entre 1915 y 1923.
El genocidio sayfo, usualmente conocido como genocidio asirio, se refiere al asesinato masivo de la población asiria del Imperio otomano durante los años 1890, la Primera Guerra Mundial y el período de 1922-1925. La población asiria de Mesopotamia superior (las regiones de Tur Abdin, Hakkâri, Van, Siirt del actual sureste de Turquía y la ciudad de Urmía del noroeste de Irán) fueron reubicados a la fuerza y masacrados por las fuerzas otomanas y paramilitares kurdos entre 1914 y 1920. Los estimados sobre la magnitud de la masacre varían. Informes contemporáneos ubican la cifra en 250.000, número que es aceptado por varios académicos y periodistas. Algunas fuentes carentes de un análisis estadístico detallado sostienen que las cifras llegan hasta 750.000.

## Primeros reveses

### Pérdida de Bosnia y Bulgaria
Por el contrario, las consecuencias en Bulgaria y Bosnia fueron negativas: la primera aprovechó la confusión en Constantinopla para proclamar su independencia (5 de octubre de 1908) y la segunda fue anexionada definitivamente por Austria-Hungría al día siguiente. Esta había temido perder poder en la provincia si se celebraban las elecciones previstas y Bosnia enviaba diputados a las Cortes otomanas.

### El problema de Creta
El 8 de octubre de 1908 los griegos cretenses declaraban unilateralmente su unión con Grecia. Grecia, temerosa de otra derrota como la de 1897, decidió no aceptar la anexión y poner el asunto en manos de las grandes potencias, por lo que el gobierno de Constantinopla no perdió inmediatamente la provincia. Tras un momento de duda a finales de año, en 1909 el gobierno turco descartó la cesión a Grecia de la isla, proponiendo en cambio un estatuto de autonomía especial. Para desviar la atención de otros problemas, el gobierno de los Jóvenes Turcos se mostró intransigente en el problema cretense, amenazando a Grecia con la guerra, mientras ésta esperaba en vano el respaldo de las potencias.

## Contrarrevolución fallida

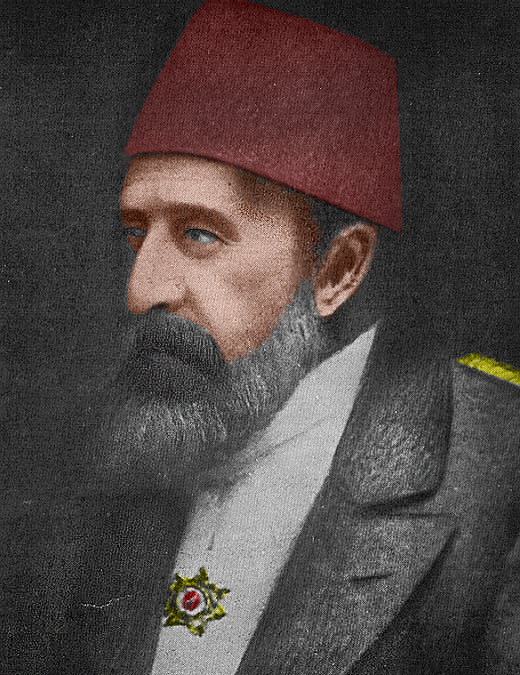
El sultán Abdul Hamid II. Los Jóvenes Turcos forzaron su abdicación tras el intento fallido de eliminarlos del poder en abril de 1909.

En otoño se celebraron las elecciones previstas, en la que los unionistas vencieron claramente a los liberales y a los independientes. Desde el levantamiento de julio, tuvieron una gran influencia en la política nacional y en el Gobierno. Los liberales, derrotados en los comicios, se mostraron conciliadores y aceptaron a algunos unionistas en el Consejo de Ministros en noviembre. Los unionistas, inexpertos, toleraron temporalmente el Gobierno del veterano liberal Kamil Bajá, que contaba con el apoyo británico. Los liberales, empero, interpretaron el abrumador respaldo parlamentario a Kamil como una señal de debilidad de los unionistas y una oportunidad para afirmarse en el poder, nuevamente, como había tratado de hacer el sultán en agosto, mediante el dominio de las Fuerzas Armadas. El 10 de febrero, Kamil Bajá nombró nuevos ministros de Guerra y de Marina, claves para hacerse con el poder militar. El cambio desató una grave crisis política que puso fin a su concordia con los unionistas. El Parlamento aprobó casi por unanimidad una moción de censura contra el gran visir.
El gabinete reformista de Kamil Bajá no satisfizo a los Jóvenes Turcos, por lo que fue sustituido en febrero de 1909 por otro presidido por Hüseyin Hilmi Bajá. Por entonces la oposición comenzó a cobrar fuerza, animada por las pérdidas territoriales sufridas durante los primeros meses de gobierno de los Jóvenes Turcos. Entre los opositores se contaban algunos oficiales del Ejército, el propio sultán y algunos religiosos musulmanes, que atizaron el descontento de obreros y comerciantes de la capital. El 5 de abril fundaron la Sociedad de Mahoma con el fin de emplear el extremismo religioso como instrumento político contra el CUP. La embajada británica también colaboró con la oposición al CUP, pese a los intentos de este de congraciarse con ella. Ante la campaña periodística hostil al CUP, el Gobierno trató en vano de limitar la libertad de prensa en marzo. A principios de abril, sustituyó a las guardias albanesa y árabe —reaccionarias y fieles al sultán— por tropas afines. El asesinato de un conocido opositor, muerte de la que se acusó a los unionistas pese a que estos negaron la autoría, desató las manifestaciones antigubernamentales.

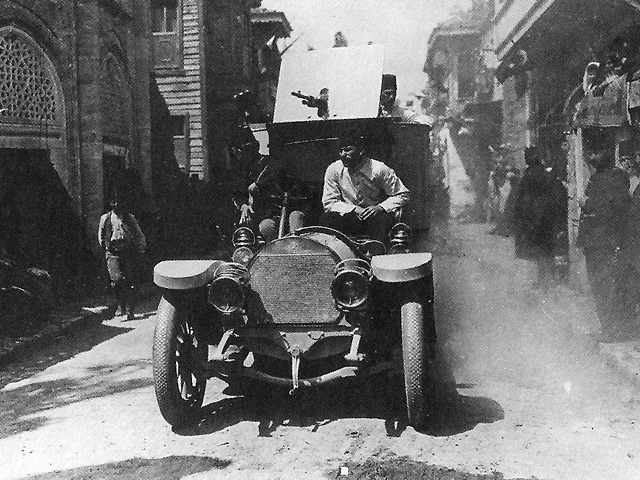
Partidarios de los Jóvenes Turcos entrando en Constantinopla a finales de abril de 1909 para desbaratar el golpe reaccionario-liberal.

Finalmente, en abril de 1909, los Jóvenes Turcos tuvieron que enfrentarse con un intento de apartarlos del poder. A las primeras manifestaciones de estudiantes se unieron la noche del 12 de abril los soldados de la guarnición contantinopolitana. Los manifestantes exigían la renuncia del Gobierno y la implantación de otro fundamentalista, basado en la sharía y que restaurase los poderes del sultán. Este nombró un nuevo gobierno, presidido por el gran visir Ahmet Tevfik Bajá. Hüseyin Hilmi Bajá no ofreció resistencia y acudió al palacio a presentar su dimisión. Tras tan solo un día de rebelión, los unionistas parecían vencidos. En realidad, el elemento religioso fue un mero pretexto para aglutinar a los contrarios al CUP y el golpe contó con las simpatías de la población no turca, opuesta al centralismo propugnado por los unionistas.
En cuanto la noticia llegó a Salónica, el general Mahmud Shevket Bajá envió unidades de su 3.er Ejército a proteger a los diputados que se habían refugiado en San Stefano, a las afueras de la capital. Estos condenaron las acciones del sultán que, sin embargo, se había limitado a aprovecharse de los acontecimientos. El 17 de abril, el «Ejército de Acción», emprendió la marcha hacia la capital; los unionistas habían conseguido que los demás ejército imperiales se abstuviesen de intervenir. El 24 de abril, las tropas fieles a los Jóvenes Turcos recuperaron Constantinopla, sin encontrar gran resistencia.
Así, los Jóvenes Turcos lograron imponerse al golpe y eliminar a las facciones liberal y reaccionaria, reforzando el control sobre la política nacional hacia finales de mes. El 27 de abril, forzaron entonces la abdicación de Abdul Hamid y le sustituyeron en el trono con su hermano menor Mehmed V. Hüseyin Hilmi Bajá recobró la presidencia del Gobierno. Si el fracaso del golpe puso fin al poder del sultán, reforzó el del Ejército, árbitro desde entonces de la política otomana.
El robustecimiento de los Jóvenes Turcos fue efímero. Su centralismo y nacionalismo turco homogeneizante disgustó pronto a parte de la población del imperio, en especial, a la que no era de cultura turca o musulmana. En los territorios de población albanesa al oeste del imperio se sucedió una serie de graves revueltas a partir de 1909 que el Gobierno apenas pudo sofocar.

## Guerras y levantamientos
A las continuas rebeliones albanesas contra el centralismo gubernamental se unió a partir del 29 de septiembre de 1911 la guerra con Italia, que ansiaba apoderarse de las provincias de Trípoli y Cirenaica y había enviado armas a los rebeldes albaneses para debilitar a los otomanos. Estos volvieron a alzarse temiendo que las tierras en las que eran mayoritarios quedasen repartidas entre los Estados balcánicos, que por entonces negociaban para crear la Liga Balcánica. Entre el 11 y el 15 de agosto de 1912, los rebeldes albaneses se apoderaron de Skopie si encontrar resistencia y se aprestaron a marchar hacia Salónica. Ante tal amenaza, el Gobierno decidió enviar cien mil reservistas Tracia, medida que la liga aprovechó para movilizarse el 30 de septiembre y 1 de octubre y desencadenar la prevista contienda contra el imperio. Con el objetivo de obtener un pretexto para el conflicto, los coligados exigieron al imperio la inmediata concesión de autonomía a los territorios europeos de mayoría cristiana, que sabían no sería aceptada. El 8 de octubre, sin que la tardía reacción de las grandes potencias pudiese evitarlo, Montenegro declaró la guerra al imperio; el resto de aliados de la liga hicieron lo propio pocos días después.

## Vísperas de la Primera Guerra Mundial
En 1913, cuando el gobierno del sultán otomano perdió la primera guerra balcánica, el CUP tomó el poder. El gobierno dominado por los Jóvenes Turcos fue encabezado por el ministro del Gran Visir, Talat Bajá (1874-1921). Trabajando codo a codo con él se encontraban el ministro de la Guerra Enver Bajá (1881-1922) y el de la Marina Cemal Bajá (1872-1922). Mientras los archivos alemanes no fueron abiertos al público, los historiadores tildaron al gobierno del CUP como un triunvirato dictatorial; ahora y de acuerdo con las últimas investigaciones históricas, sabemos que el partido estaba dividido por el desacuerdo interno y dirigido por una amplia organización directiva del comité central del partido.
La victoria en la segunda guerra balcánica y la recuperación de Adrianópolis permitió al partido mantenerse en el poder, en un régimen dictatorial. La pérdida de los territorios balcánicos supuso que la mayoría del imperio era entonces musulmana, pero este rasgo no se convirtió en el principal del gobierno de los Jóvenes Turcos, sino el desarrollo del nacionalismo turco. El otomanismo multicultural y multirreligioso dio paso a un ideal panturco nacionalista. El imperio debía sobrevivir mediante la centralización y la homogeneización de la población. El CUP llevó a cabo un programa de «turquización» violenta que afectó desde la primavera de 1914 a la población griega de las islas del mar Egeo y que se extendió luego durante la guerra mundial a otros grupos minoritarios del imperio (sirios, caldeos, árabes o armenios). Si al comienzo la principal víctima fue la población cristiana, luego también lo fue la musulmana, que el CUP deseaba que asumiese la cultura turca. Las medidas represivas de los grupos que el CUP consideraba no turcos comenzaron ya cuando recobró el poder en 1913. Al principio, se fomentó el boicoteo de los negocios de los cristianos, para tratar de que la economía pasase a estar dominada por los turcos y los musulmanes «turquizados». En el Egeo y Tracia, supusieron la deportación de más de cien mil griegos en la primavera y el verano de 1914 mediante una campaña de acoso y terror contra la población. En parte, la motivación era defensiva: eliminar poblaciones consideradas poco leales al imperio, aunque también había razones económicas, culturales y religiosas. Como parte del plan, el CUP planeaba asentar en las zonas diezmadas refugiados musulmanes de Creta y Macedonia. El embajador otomano planteó al Gobierno griego un intercambio de población que frustró el estallido del conflicto mundial: los otomanos enviarían a Grecia a la población considerada griega de Tracia y de la comarca de Esmirna y los griegos harían lo propio con musulmanes de Epiro y Macedonia. Pese a no fructificar el pacto, en este periodo entre ciento cincuenta y doscientos mil griegos otomanos tuvieron que marcharse, bien deportados o intimidados. Las persecuciones contra la población de cultura griega se agudizaron durante la guerra mundial.
El partido llevó a cabo una serie de reformas inspiradas, como las de sus rivales nacionalistas en los Balcanes, por el modelo político occidental europeo, mezcla de modernización, mal vista por los tradicionalistas islámicos, y nacionalismo. La educación y la jurisprudencia fueron remozadas, a menudo con la ayuda de asesores extranjeros.
Las envidias entre las potencias dificultaron la tarea de gobierno de los Jóvenes Turcos, especialmente en los asuntos militares. Prefiriendo asesores militares alemanes por la escasa amenaza de Alemania a los territorios otomanos, esto causó roces con las demás potencias. Entre estas Reino Unido y Francia controlaban gran parte de las finanzas del Imperio.

## Primera Guerra Mundial
Los dirigentes turcos estaban preocupados por las ambiciones imperialistas rusas, británicas y francesas, que ya habían acordado repartirse áreas de influencia en Persia y parecían interesadas en repartirse Egipto y Mesopotamia. Por esto, cuando se desencadenó la crisis entre las potencias en el verano de 1914 por el asesinato del heredero austrohúngaro en Sarajevo, Enver firmó una alianza secreta con Alemania el 2 de agosto de 1914 contra Rusia.
A pesar de la firma de la alianza, el Imperio no entró inmediatamente en guerra, existiendo divisiones en el gobierno sobre la conveniencia de la medida y la preparación del Estado para la contienda. Una serie de sucesos llevaron, sin embargo, a la entrada en el conflicto en noviembre: en agosto dos buques de guerra alemanes se refugiaron en los estrechos de Estambul, a pesar de la prohibición del paso de navíos de guerra en tiempo de paz; en septiembre los otomanos abolieron las capitulaciones y en octubre, tras una gran presión alemana, bombardearon puertos rusos del mar Negro. En noviembre la Triple Entente declaraba la guerra al Imperio.
A pesar de mantenerse generalmente a la defensiva durante la guerra, el gobierno de los Jóvenes Turcos mantenía ciertos objetivos políticos y militares que deseaba conseguir por su participación en la misma. Entre ellos se contaban la independencia económica de las potencias o la recuperación de territorios antiguamente otomanos, como Egipto, Creta, Macedonia, Tracia o partes del Cáucaso. Enver defendía además un vago imperialismo turco hacia los territorios rusos de Asia central, habitados en parte por turcoparlantes.
En la frontera oriental hubo duros combates contra los rusos, generalmente con victorias de estos hasta 1917. En el sur la llamada a la yihad del sultán fue un fracaso: la población árabe no sólo no acudió al llamamiento, sino que algunos notables sostuvieron las revueltas incitadas por los británicos.
En la batalla por el control de los estrechos del mar Negro, sin embargo, las tropas otomanas, comandadas por el general Liman von Sanders, derrotaron a la expedición Aliada en la batalla de Galípoli, forzando su evacuación.
A pesar del alivio temporal por la retirada rusa de la guerra tras la Revolución de Octubre, el cansancio por la movilización permanente de las tropas desde 1911, las epidemias de tifus y las penurias económicas debilitaron al Imperio. Ante la incapacidad alemana y austrohúngara para lograr una victoria decisiva en los frentes occidentales y la derrota germano-búlgara en el frente macedonio en septiembre de 1918, el Imperio se rindió en octubre.
Tropas Aliadas de Salónica cruzaron Tracia y entraron en Constantinopla.

## Posguerra
Los Aliados procedieron a deshacer la tarea del CUP y a disolver la organización. Parte de las reformas progresistas, como la separación de la religión y el derecho, fueron abolidas. A la ocupación siguió un periodo reaccionario, de fuerte subida de impuestos y de gobierno por decreto del sultán, lo que produjo descontento entre la población hacia este y los Aliados.